# Andrenosoma rufiventris
Andrenosoma rufiventris là một loài ruồi trong họ Asilidae. Andrenosoma rufiventris được Blanchard miêu tả năm 1852.